# Lee Carroll
Lee Carroll to amerykański czaneler, mówca oraz autor książek. Carrol jest autorem dwunastu książek – przekazów od istoty, którą nazywa „Kryon”, i współautorem trzech książek, które określa nazwą Dzieci Indygo, nową generacją dzieci, które jego zdaniem reprezentują ewolucję ludzkiej świadomości.
Lee Carroll odwiedził Polskę po raz pierwszy we wrześniu 2012 roku. Seminarium, które poprowadził wraz z Robertem Coxonem i Mariną Mecheva, odbyło się w Krakowie 15 i 16 września 2012 roku. Jak do tej pory na język polski została przetłumaczona jedna książka Podróż do domu.
Lee Carroll pojawił się w 2008 roku w filmie dokumentalnym Tuning In wraz z innymi czanelerami, m.in. Darrylem Anka.

### Przetłumaczone na język polski
- Lee Carroll, Podróż do domu, Historia Michała Tomasza i Siedmiu Aniołów, Nina Wrona (tłum.), Poznań: Wydawnictwo JEG, 2011, ISBN 978-83-933520-0-5, OCLC 803798918. Brak numerów stron w książce

### Seria Kryon'a
1. The End Times: New Information for Personal Peace (1993), 172 pages, ISBN 978-0-9636304-2-1
2. Don't Think Like a Human: Channelled Answers to Basic Questions (1994), 288 pages, ISBN 978-0-9636304-0-7
3. Alchemy of The Human Spirit: A Guide To Human Transition into the New Age (1995), 376 pages, ISBN 0-9636304-8-2
4. The Parables of Kryon (1996), 141 pages, ISBN 978-1-56170-663-1
5. The Journey Home: A Kryon Parable, The Story of Michael Thomas and the Seven Angels (1998), 256 pages, ISBN 1-56170-552-7
6. Partnering With God: Practical Information for the New Millennium (1997), 400 pages, ISBN 978-1-888053-10-4
7. Letters from Home: Loving Messages from the Family (1999), 456 pages, ISBN 978-1-888053-12-8
8. Passing the Marker: Understanding the New Millenium Energy (2000), 424 pages, ISBN 978-1-888053-11-1
9. The New Beginning: 2002 and Beyond (2002), 384 pages, ISBN 978-1-888053-09-8
10. A New Dispensation: Plain Talk For Confusing Times (2004), 408 pages, ISBN 978-1-888053-14-2
11. Lifting The Veil: The New Energy Apolocalypse (2007), 384 pages, ISBN 978-1-888053-19-7
12. The Twelve Layers of DNA (2010), 336 pages, ISBN 978-1-933465-05-0

### Seria Dzieci Indygo
- The Indigo Children: The New Kids Have Arrived (with Jan Tober) (1999) Hay House. ISBN 1-56170-608-6
- Indigo Celebration: More Messages, Stories, and Insights from the Indigo Children (with Jan Tober) (2001) Hay House. ISBN 1-56170-859-3
- The Indigo Children Ten Years Later: What's Happening with the Indigo Teenagers! (with Jan Tober) (2009) Hay House. ISBN 1-4019-2317-8

### Inne książki: współautorstwo
- Great Shift: The Co-Creating a New World for 2012 and Beyond (with Tom Kenyon, Patricia Cori, and Martine Vallée) (2009) Weiser Books. ISBN 1-57863-457-1